# 도윤 (가수)
도윤은 대한민국의 가수다. 2009년 미니 앨범 [미숙이]로 데뷔했다.

## 방송
- 싱어게인1 (2020) - Top71

## 음반
- 미숙이 (2009)
- 이쁘이 (2018)
- 전성기 (2019)
- 짐승처럼 (2021)

### 투데이
- Today 1st Single (2021)

## 공연
- 여수! 트로트에 홀딱 빠지다 (2021)